# ヤナギブソン
ヤナギブソン（1976年3月25日 - ）は、吉本興業に所属する日本のお笑いタレント、漫談家。本名：柳谷 学（やなぎたに まなぶ）。お笑いユニットザ・プラン9のメンバーで担当はツッコミ。ピン芸人としても活動している。愛称は「ギブソン（さん）」、「ギブちゃん」、「ザ」。『R-1ぐらんぷり』2003・2012・2013ファイナリスト。

## 経歴
1976年3月25日生まれ。出身は大阪府大阪市阿倍野区。大阪府立住吉高等学校、追手門学院大学卒業。
大学卒業後NSC大阪校17期生として入学。同期にはバイきんぐ（のちに他事務所へ移籍）や青空、ゴリけん等がいる。NSC時代に漫才コンビ「君と僕」を結成、のち2001年に解散。コンビ解散後の2002年4月、なだぎ武（当時灘儀武名義、元スミス夫人）と共にザ・プラン9に加入。元々トリオだったザ・プラン9はここから5人体制のユニットとして本格活動を開始。加入当初は他のメンバーより芸歴が短いせいで吉本側から正式加入を認められず、サポートメンバーと言う扱いだった。
ザ・プラン9としては、2004年『第34回NHK上方漫才コンテスト』にて優秀賞を受賞し、2006年には『M-1グランプリ2006』の決勝戦に進出して9組中7位（597点）となる。また、ピン芸人としてはR-1ぐらんぷりに出場し3度の決勝進出を果たす（2004年、2012年、2013年）。

## 芸風
主なスタイルはツッコミ及びツッコミボケ。漫談やフリップ芸、大喜利等も得意とする。
どうでもいい話題（妻との馴れ初め等）を振られた際に、真面目に長々と語り「……って、こんな話『誰が興味あんねん』!」と一人ツッコミをすることを持ちギャグとしている。更にその話題に共演者が興味ある素振りを見せると「いや、この話興味を持ってたらダメなんですよ!」と被せる発展形もある。
音楽（洋楽や日本語ラップ）や将棋などに造詣が深く、他にも政治や哲学、パン、けん玉など守備範囲が広い。そのためバラエティ番組以外にもコメンテーターやリポーターとしても出演することも多い。本人は「知識は浅く、幅広くやらせてもらってます。幅です。羽場裕一です」と語っている。

## 人物

### 趣味・特技
- 洋楽の勉強、NBA鑑賞、将棋、ラップ、津軽スコップ三味線などがある[14]。
- 資格も幅広く取得しており、主な保有資格にパンシェルジュ検定2級、ロック検定3級、現代用語能力検定1級、珠算2級、暗算2級などがある[14]。

### 家族
- 既婚者。妻はヤマハのピアノ講師。通称「嫁ギブソン」[15]。2人の娘がいる。家族総出でテレビ出演することもある[16]。
- 自身は幼少期から祖母に育てられ、30年間共に暮らした生粋のおばあちゃん子[17][18]。

### エピソード
- 芸名の由来はギターメーカーのギブソンからではなく、「本名の柳谷（やなぎたに）を俳優のメル・ギブソンっぽい名前に変えた」と語っている[19]。
- 2018年5月2日に「ギターメーカー“ギブソン”の経営破綻」のニュースが報じられた際にTwitter上では「ヤナギブソンは大丈夫か？」や「ヤナギブソンはこの件に関してまだコメントしていない」などの声があがった。それに対しては「僕は大丈夫です」とツイートしたと語っている[19]。
- ゆりやんレトリィバァがデビューする前から交流があり、ゆりやんはヤナギブソンのことを「産みの親」と慕っている[20]。
- 茨木市で開催されたお笑いライブにヤナギブソンが特別審査員として参加。そこにゆりやん（当時養成所所属中）が出演したものの何の賞にもひっからなかったが、ヤナギブソンが「ゆりやんにどうしても賞をあげたい」と急遽「ヤナギブソン賞」を贈呈し高く評価した[21]。
- 30年間共に暮らした祖母には名前（本名＝まなぶ）をなかなか覚えてもらえず、ずっと「まさる」と呼ばれていた。更に4年に一度「みのる」と呼ばれ、30年のうち2度「まさのぶ」と呼ばれたこともある[22]。

## 賞レース成績・受賞歴など

### R-1ぐらんぷり／R-1グランプリ
| 年     | 結果                  | エントリーNo. | 決勝戦キャッチコピー                                   | 備考                       |
| ------ | --------------------- | ------------- | ------------------------------------------------------ | -------------------------- |
| 2002年 | 予選敗退              |               |                                                        |                            |
| 2004年 | 決勝敗退              | 170           | コントユニットザ・プラン9からの第二の使者 一人大喜利王 | 当時は優勝者以外の発表なし |
| 2005年 | 準決勝敗退            |               |                                                        |                            |
| 2006年 | 準決勝敗退            |               |                                                        |                            |
| 2007年 | 準決勝敗退            |               |                                                        |                            |
| 2008年 | 準決勝敗退            |               |                                                        |                            |
| 2009年 | サバイバルステージ5位 |               |                                                        | 5位                        |
| 2010年 | 準決勝敗退            |               |                                                        |                            |
| 2011年 | 準決勝敗退            |               |                                                        |                            |
| 2012年 | 決勝敗退              | 3593          | 3人目の技巧派芸人                                      | Cブロック 3位              |
| 2013年 | 決勝敗退              | 1935          | 3人目の技巧派芸人                                      | Aブロック 2位              |
| 2014年 | 準決勝敗退            |               |                                                        |                            |
| 2015年 | 準決勝敗退            |               |                                                        |                            |
| 2016年 | 3回戦敗退             |               |                                                        |                            |
| 2017年 | 準々決勝敗退          |               |                                                        |                            |
| 2018年 | 準々決勝敗退          |               |                                                        |                            |
| 2019年 | 不参加                |               |                                                        |                            |
| 2020年 | 不参加                |               |                                                        |                            |
| 2024年 | 準々決勝敗退          |               |                                                        |                            |
| 2025年 | 準決勝敗退            |               |                                                        |                            |

### その他
- 2000年 第21回ABCお笑い新人グランプリ 新人賞（君と僕）
- 2001年 第22回ABCお笑い新人グランプリ 審査員特別賞（君と僕）

## 出演

### テレビ
- なるトモ!（読売テレビ）- 月曜レギュラー
- あさパラ→あさパラS（読売テレビ、2008年 - 2025年）週替わり出演
- かんさい情報ネットten.（読売テレビ、2010年 - 2024年9月24日） - 火曜「とことん満足! おでかけコンシェルジュ」
- ミルンへカモン! なんしょん?（岡山放送、2014年12月 - ） - 月曜日レギュラー
- 雨上がりの「Aさんの話」〜事情通に聞きました!〜（朝日放送テレビ）- 不定期出演
- 千原ジュニアの座王（関西テレビ） - 不定期出演
- 発信Live ジモトノチカラ!（BSよしもと、2024年7月3日 - ）- 水曜MC[24]

### ラジオ
- 上泉雄一のええなぁ!（MBSラジオ）
- ザ・プラン9のとびだしNSC!（YES-fm）
- GO!GO!フライデーショー!（ラジオ大阪）

### ネット番組
- 鎌首！ツッコミーティング（ニコニコ生放送内『よしよし動画』）